# National Museum of Scotland
National Museum of Scotland er et kulturhistorisk museum i Edinburgh, Skotland, der blev dannet i 2006 ved sammenlægningen med Museum of Scotland, som indeholder samlinger relateret til skotske antiktviteter, kultur og historie, og det tilstødende Royal Scottish Museum, med samlinger der dækker videnskab og teknologis, naturhistorie og verdenskultur. De to sammenhængende bygninger står ved siden af hinanden i Chambers Street, ved krydset med George IV Bridge, i den centrale del af byen. Museet er en del af National Museums Scotland.
De to bygninger er meget forskellige i deres udseende; Museum of Scotland er indrettet i en moderne bygning, der åbnede i 1998, mens opførslen af den tidligere Royal Museum-bygning blev påbegyndt i 1861 og delvist færdiggjort i 1866 i en venetiansk renæssancestil på facaden og en stor central hal i støbejern som e ri hele bygningens højde. Bygningen blev gennemgribende renoveret og genåbnede den 29. juli 2011 efter en 3 år lang restaurering udført Gareth Hoskins Architects og Ralph Appelbaum Associates, der kostede over £47 mio.
National Museum inkorporerer det tidligere National Museum of Antiquities of Scotlands samlinger. Derudover indeholder museet også den nationale samling af arkæologiske fund og middeladlergenstande fra Skotland. En del af samlingen består af genstande fra hele verden inden for geologi, arkæologi, naturhistorie, teknologi og kunst. De 16 nye gallerier der åbnede i 2011 inkluderede 8.000 genstande, hvoraf 80 % ikke havde været udstillet før. Blandt museets mere notable genstande er det første klonede pattedyr, Dolly. Desuden har museet en stor samling fra oldtidens Egypten, et af Elton Johns jakkesæt, Jean Muir Collection af kostumer og kinetiske skulpturer kaldet Millenium Clock. Desuden findes en skots opfindelse, der går forud for guillotinen, kaldet en Scottish Maiden.
I 2018 havde museet 2.227.773 besøgede og det var dermed Skotlands mest besøgte museum dette år, og blandt de mest besøgte museer i Storbritannien.